# خوان کارلوس تربوک
خوان کارلوس تربوک (انگلیسی: Juan Carlos Trebucq؛ زادهٔ ۶ اوت ۱۹۴۵) بازیکن فوتبال اهل آرژانتین است.
از باشگاه‌هایی که در آن بازی کرده‌است می‌توان به باشگاه فوتبال ریور پلاته، باشگاه فوتبال تولوز، باشگاه فوتبال جیمناسیا لاپلاتا، و باشگاه فوتبال تروا اشاره کرد.